# Sgt. Pepper's Lonely Hearts Club Band (film)
Sgt. Pepper's Lonely Hearts Club Band è un film musical del 1978 diretto da Michael Schultz. Si tratta della trasposizione cinematografica del musical Sgt. Pepper's Lonely Hearts Club Band on the Road del 1974, ispirato all'album omonimo dei Beatles.

## Trama
Mr. Kite, l'anziano sindaco della cittadina di Heartland, racconta la storia della banda da cerimonia più famosa della città, la "Sgt. Pepper's Lonely Hearts Club Band", che portava gioia attraverso la propria musica, arrivando persino a fermare i combattimenti tra le truppe durante la prima guerra mondiale. Quando il leader della banda morì nel 1958, lasciò gli strumenti musicali magici del gruppo in dono alla città, e fino a quando questi rimarranno a Heartland, la gente vi vivrà felice e contenta. Gli strumenti sono conservati nel municipio che è sormontato a sua volta da una banderuola magica a forma di trombettiere che prevede gli avvenimenti belli e brutti nel paese. Il defunto leader della band ha trasmesso il suo talento musicale al nipote, Billy Shears, il quale decide di formare una nuova banda insieme ai suoi migliori amici, gli "Henderson", i fratelli Mark, Dave, e Bob. Il fratellastro geloso ed avido di Billy, Dougie, sarà il loro manager.
Heartland adora la nuova banda, e ben presto, B.D. Hoffler, dirigente di una importante casa discografica invita il gruppo a recarsi a Hollywood con la promessa di un contratto discografico. Prima della partenza, Billy saluta la sua dolce fidanzata, Strawberry Fields. Giunti a Hollywood, B.D. porta l'ingenua e sprovveduta banda a firmare un contratto "capestro" di sfruttamento sottoponendoli a droghe ed alcol e convincendo le cantanti sexy Lucy e Diamonds a sedurli. Lucy inizia una relazione con Billy, che dimentica momentaneamente Strawberry. La banda riscuote rapidamente successo con dischi e spettacoli sold-out.
Nel frattempo, il cattivo Mr. Mustard insieme al suo scagnozzo Brute, arriva a Heartland a bordo del suo furgone equipaggiato con tanto di computer e robot. Mustard riceve ordini in via telematica da una misteriosa entità chiamata F.V.B., il cui scopo finale è rubare gli strumenti magici dal municipio. Mustard riesce nell'intento. Senza gli strumenti, Heartland, ora sotto il controllo di Mustard, degenera velocemente in un focolaio di vizi e degrado urbano. Strawberry viaggia fino a Hollywood, riesce a trovare Billy e la band mentre questi sono in studio di registrazione, e chiede loro di tornare a Heartland. La band e Strawberry si impadroniscono del furgone di Mustard e usano il suo computer per localizzare gli strumenti rubati. Riescono a recuperare la cornetta dallo squilibrato specialista anti-invecchiamento Dr. Maxwell Edison, la tuba dal leader del culto che controlla la mente, Father Sun, e recuperano anche il tamburo, che Mustard nascondeva nel furgone. Tuttavia, accadono dei malfunzionamenti al computer prima che essi possano individuare lo strumento mancante finale.
Mentre Heartland continua a deteriorare, la band decide di tenere un concerto di beneficenza per salvare la città. B.D., Lucy e Dougie decidono di assecondare il piano, decisi a sfruttare la situazione per ottenere un guadagno finanziario. Dougie e Lucy, che si sono uniti per condividere il loro amore per il denaro, complottare per rubare i proventi dello spettacolo e scappare, a tal fine nascondono i sacchi di denaro degli incassi nel furgone di Mustard mentre Billy, Strawberry e gli Henderson stanno guardando esibirsi gli Earth, Wind & Fire al concerto. Mustard e Brute arrivano improvvisamente e si riprendono il furgone, che contiene anche gli strumenti musicali recuperati. Rapiscono Strawberry, della quale Mustard era invaghito da tempo, la rinchiudono nel furgone, e se ne vanno ma non si avvedono del fatto che Dougie, Lucy e i soldi sono nascosti a bordo. Billy e gli Henderson vedono andarsene il furgone e lo inseguono con una mongolfiera.
Mustard guida fino al quartier generale di F.V.B. dove si pianifica di distruggere gli strumenti magici ed impadronirsi del mondo. Viene rivelato che la sigla F.V.B. sta per "Future Villain Band", un gruppo musicale hard rock Orwelliano che odia la musica pop dei Sgt. Pepper's. Gli F.V.B. sono descritti come "la forza malvagia che avvelena le menti dei giovani, inquina l'ambiente, e sovverte il processo democratico"; si esibiscono sul palco in uniforme militare, accompagnati da giovani araldi portabandiere. Per trasformare Strawberry in una "groupie senza speranza", gli F.V.B. la incatenano al palco mentre il gruppo suona Come Together e il cantante solista la accarezza lascivamente. Dougie e Lucy sono anch'essi catturati e costretti ad assistere alla scena. Billy e gli Henderson arrivano sul posto ed iniziano a combattere contro gli F.V.B. Quando il cantante solista dei F.V.B. sta per strangolare Billy, Strawberry, nonostante le catene che la legano, riesce a spingerlo via da Billy e a farlo precipitare giù dal palco rialzato uccidendolo sul colpo, ma cade anche lei e resta uccisa anch'essa.
Nella cittadina di Heartland, ora ripulita, si celebra un funerale solenne in onore di Strawberry. Dopo la cerimonia funebre, il depresso Billy tenta il suicidio decidendo di buttarsi nel vuoto dal tetto di un palazzo. Prima che possa toccare terra però, come una sorta di deus ex machina, la banderuola magica a forma di trombettiere in cima al municipio si anima e lo salva lanciando un fulmine magico. Poi essa inizia a danzare per la città lanciando saette magiche che trasformano Mr. Mustard e Brute in un vescovo ed un monaco rispettivamente, il furgone di Mustard in un maggiolino Volkswagen, Dougie e Lucy in chierichetto e suora, ed infine resuscita Strawberry. Dopo che Billy e Strawberry si sono riabbracciati felici, un ultimo fulmine dona alla banda delle nuove uniformi scintillanti. Nel finale, tutto il cast appare insieme a numerose celebrità in un tributo alla copertina dell'album originale Sgt. Pepper's Lonely Hearts Club Band dei Beatles.

## Produzione
Il film vanta la presenza di celebri artisti come Bee Gees, Billy Preston, Peter Frampton, Steve Martin, Donald Pleasence, Earth, Wind & Fire, Aerosmith, ed Alice Cooper. Venne prodotto da Robert Stigwood, fondatore della RSO Records, che aveva in precedenza prodotto La febbre del sabato sera. La RSO Records si era occupata anche della distribuzione dell'album relativo alla colonna sonora del film Grease nel 1978, dove sono presenti Barry Gibb nelle vesti di produttore e Peter Frampton alla chitarra solista nella titletrack. Nel 1976, i Bee Gees avevano inciso tre brani dei Beatles, Golden Slumbers/Carry That Weight, She Came In Through the Bathroom Window e Sun King, per il documentario musicale All This and World War II.
L'ex produttore discografico dei Beatles, George Martin, svolse il ruolo di direttore musicale, arrangiatore, e produttore della colonna sonora del film. Prima dell'uscita della pellicola nelle sale, Robin Gibb dei Bee Gees annunciò: «Attualmente i Beatles non esistono. Non esistono più come band e non suonano mai Sgt Pepper dal vivo. Quando uscirà il nostro, sarà, in effetti, come se il loro non fosse mai esistito».
L'idea per il film nacque nel 1974 come diretta conseguenza del successo riscosso a Broadway dal musical omonimo, prodotto dalla The Robert Stigwood Organization. Stigwood aveva acquistato i diritti di utilizzo di 29 canzoni dei Beatles per il musical e voleva ricavarne il massimo guadagno possibile, quindi commissionò un copione a Henry Edwards. Edwards non aveva mai scritto una sceneggiatura cinematografica, ma aveva favorevolmente colpito Stigwood grazie a varie recensioni di show musicali da lui scritte per il The New York Times.
Pronto il copione, venne assemblato il cast. Nella primavera del 1977, Frampton, i Bee Gees, e Martin si incontrarono per iniziare la lavorazione della colonna sonora.

### Riprese
Le riprese iniziarono nell'ottobre 1977 presso gli MGM Studios di Culver City, dove fu costruito il set di Heartland. Le scene in interni furono girate agli Universal City Studios.

## Distribuzione
Sgt. Pepper's Lonely Hearts Club Band debuttò nelle sale il 21 luglio 1978. Le vendite dei biglietti furono deludenti in quanto il ricavo totale fu solo di 20.4 milioni di dollari a fronte di un costo di produzione pari a 13 milioni. A peggiorare le cose, il flop commerciale del film minacciò di cancellare gli enormi profitti che la RSO Records aveva realizzato grazie a La febbre del sabato sera e Grease.

## Accoglienza
Il film fu un grosso flop sia a livello commerciale che artistico, ricevendo pessime critiche.

### Accoglienza da parte dei Beatles
Sia Paul McCartney che Ringo Starr videro il film alla prima. John Lennon ignorò il film. George Harrison, intervistato da Mike Brown nel 1979, dopo aver detto che a livello legale dato che avevano ottenuto i diritti delle canzoni potevano farne quel che volevano commentò così:
(George Harrison intervistato su Rolling Stone)

## Colonna sonora
La colonna sonora omonima è composta non solo dalle canzoni dell'album Sgt. Pepper's (tutte tranne Within You Without You e Lovely Rita), ma anche da quelle degli album Abbey Road e Revolver.